# Viện Địa lý (Việt Nam)
Viện Địa lý là một đơn vị sự nghiệp trực thuộc Viện Hàn lâm Khoa học và Công nghệ Việt Nam (theo Nghị định số 24/CP ngày 22/05/1993 của Chính phủ) được thành lập theo Quyết định số 19/QĐ-KHCNQG ngày 19/06/1993 của Trung tâm Khoa học tự nhiên và Công nghệ Quốc gia nay là Viện Hàn lâm Khoa học và Công nghệ Việt Nam. Là một viện chuyên ngành về địa lý học.

## Chức năng
Nghiên cứu cơ bản về khoa học Địa lý và phát triển công nghệ theo các hướng trọng điểm của Nhà nước nhằm cung cấp luận cứ khoa học cho công tác quản lý tài nguyên môi trường và xây dựng chính sách chiến lược, quy hoạch vùng lãnh thổ phục vụ phát triển kinh tế - xã hội, phòng tránh giảm nhẹ thiên tai và đào tạo nhân lực khoa học, công nghệ Địa lý có trình độ cao cho đất nước theo quy định của pháp luật.
Tổ chức công tác điều tra, nghiên cứu, đánh giá tổng hợp các điều kiện tự nhiên, kinh tế - xã hội, hiện trạng và biến động của môi trường Địa lý từng vùng lãnh thổ trên phạm vi cả nước, phục vụ cho quy hoạch phát triển kinh tế - xã hội của địa phương và trung ương cho việc khai thác, sử dụng hợp lý tài nguyên và bảo vệ môi trường.
Tổ chức đào tạo các cán bộ chuyên ngành Địa lý, tài nguyên môi trường, bản đồ viễn thám.

## Nhiệm vụ
Nghiên cứu những vấn đề khoa học và công nghệ thuộc các lĩnh vực sau:
Nghiên cứu tổng hợp điều kiện tự nhiên, tài nguyên và những vấn đề kinh tế - xã hội liên quan nhằm xây dựng cơ sở khoa học cho việc lập quy hoạch phát triển kinh tế - xã hội các vùng lãnh thổ và của cả nước, tham gia thẩm định các dự án kinh tế kỹ thuật về khai thác tài nguyên và phân bố dân cư, tổ chức lãnh thổ.
Nghiên cứu, đánh giá và dự báo các biến động môi trường địa lý do tác động của con người và của các quá trình tự nhiên khác nhằm đề xuất các phương án sử dụng hợp lý tài nguyên và bảo vệ, cải tạo môi trường trong chiến lược lâu bền.
Ứng dụng các phương pháp hiện đại (Viễn thám, tin học, tự động hoá, bản đồ học,...) trong nghiên cứu Địa lý.
Phối hợp với các cơ quan nghiên cứu và các cơ sở sản xuất trong nước tổ chức triển khai, ứng dụng các kết quả nghiên cứu vào sản xuất và đời sống, thực hiện chuyển giao công nghệ tiên tiến thuộc các lĩnh vực nói trên từ nước ngoài vào Việt Nam.
Tham gia đào tạo cán bộ nghiên cứu khoa học cộng nghệ về địa lý tài nguyên.
Tổ chức hợp tác quốc tế trong các lĩnh vực Địa lý tài nguyên.
Xây dựng cơ sở vật chất cho việc nghiên cứu khoa học công nghệ, triển khai, ứng dụng, chuyển giao công nghệ tiên tiến thuộc các lĩnh vực nghiên cứu của Viện.
Quản lý đội ngũ cán bộ, cơ sở hạ tầng và các tài sản khác của Viện.

## Tổ chức
Viện có các phòng chuyên môn:
- Phòng Địa lý Biển và Hải đảo
- Phòng Tài nguyên nước dưới đất
- Phòng Tài nguyên nước mặt
- Phòng Địa lý Khí hậu
- Phòng Địa lý Sinh vật
- Phòng Môi trường Địa lý
- Phòng Sinh thái cảnh quan
- Phòng Địa mạo - Địa động lực
- Phòng Địa lý Kinh tế - Xã hội và Nhân văn
- Phòng Nghiên cứu và Xử lý Thông tin Môi trường
- Phòng Địa lý Thổ nhưỡng và Tài nguyên đất
- Phòng Viễn thám - Bản đồ và Hệ thông tin Địa lý
- Phòng Phân tích Thí nghiệm tổng hợp Địa lý
- Trạm Nghiên cứu Tổng hợp đa ngành TN & MT miền Trung
- Trạm Quan trắc nghiên cứu địa lý và môi trường đồng bằng bắc bộ

## Hoạt động thường xuyên
Nghiên cứu, ứng dụng triển khai các đề tài Khoa học - Công nghệ: Tập trung vào các hướng nghiên cứu phục vụ sử dụng hợp lý tài nguyên thiên nhiên, phòng tránh thiên tai, bảo vệ môi trường, quản lý và phát triển kinh tế biển, đảo. Hiện nay các cán bộ của Viện đang tham gia thực hiện nhiều nhiệm vụ trong các chương trình khoa học công nghệ trọng điểm cấp Nhà nước như:
- Chương trình Khoa học và Công nghệ phục vụ phát triển Kinh tế và Xã hội vùng Tây Nguyên (Chương trình Tây Nguyên 3)
- Chương trình khoa học và công nghệ trọng điểm cấp nhà nước giai đoạn 2011-2015 (KC 08/11-15, KC 09/11-15...)
- Chương trình Mục tiêu quốc gia về biến đổi khí hậu

Từ các kết quả nghiên cứu trên, nhiều sản phẩm của đề tài đã được đưa vào ứng dụng hiệu quả trong nghiên cứu KHCN trong việc quy hoạch lãnh thổ, phát triển kinh tế - xã hội, đảm bảo an ninh, quốc phòng và phòng tránh thiên tai, ổn định đời sống của các địa phương.
Hoạt động hợp tác quốc tế trong nghiên cứu KH&CN:
Để nâng cao chất lượng nghiên cứu khoa học, chuyển giao các công nghệ mới, cập nhật thông tin, đào tạo cán bộ và tranh thủ sự giúp đỡ đa dạng của các nhà khoa học quốc tế đối với Việt Nam, Viện đã coi hợp tác quốc tế với các cơ sở nghiên cứu bên ngoài nước là mũi nhọn hàng đầu. Viện đã và đang duy trì, phát triển nhiều đề tài hợp tác nghiên cứu KHCN với các tổ chức nghiên cứu khoa học công nghệ quốc tế như CHLB Đức, Vương Quốc Bỉ, Vương quốc Đan Mạch, CHLB Nga, CH Ucraina, Ấn Độ, Trung Quốc... và các nước trong khu vực Đông Nam Á (Lào, Campuchia...). Hàng năm, hàng chục lượt cán bộ khoa học đã đi trao đổi KHCN và nhiều cán bộ khoa học trẻ được gửi đi đào tạo.
Viện Địa lý đã phối hợp cùng các tổ chức quốc tế tổ chức thành công các Hội nghị khoa học, thường xuyên – tăng cường hội nhập và nâng cao uy tín cho khoa học Địa lý Việt Nam.
Công tác đào tạo:
Đào tạo sau đại học:
Viện Địa lý là cơ sở đào tạo sau đại học đã có quá trình trên 15 năm (1995), có uy tín và chất lượng cao trong đào tạo ở nhiều chuyên ngành địa lý như Địa lý Tài nguyên và môi trường, địa lý tự nhiên, thủy văn học, địa mạo cổ địa lý. Đến nay cơ sở đào tạo trình độ Tiến sĩ của Viện đã được Bộ Giáo dục và đào tạo công nhận là một trong những cơ sở đào tạo đủ tiêu chuẩn trong Đề án 911.
Nhiều cán bộ của Viện đang được mời tham gia giảng dạy tại nhiều cơ sở đào tạo như Đại học Quốc gia Hà Nội, Trường Đại học Sư phạm Hà Nội, Đại học Thái Nguyên, Đại học Vinh...) và hướng dẫn nghiên cứu sinh.
Đào tạo chuyển giao công nghệ: Trong khuôn khổ các đề tài, dự án, Viện đã phối hợp cùng với các chủ nhiệm đề tài, dự án tổ chức các lớp tập huấn nhằm hướng dẫn sử dụng các công nghệ nhằm đáp ứng yêu cầu nâng cao trình độ của các cán bộ của các ngành, các địa phương như Quảng Ninh, Hải Phòng, Thái Bình, Ninh Bình, Nam Định, Nghệ An, Quảng Nam:
Sử dụng mô hình thủy văn thủy lực trong việc phòng tránh thiên tai (lũ lụt, xâm nhập mặn, hạn hán...)
Sử dụng cơ sở dữ liệu GIS trong việc quản lý tài nguyên thiên nhiên, phòng tránh thiên tai...

## Giải thưởng
Năm 2003: Huân chương Lao động hạng Nhì
Năm 2005: Giải thưởng Hồ Chí Minh về Khoa học Công nghệ cho tập thể cán bộ Viện Địa lý về xây dựng tập Atlas Quốc gia
Năm 2007: Bằng khen của Thủ tướng Chính phủ, Huân chương Lao động hạng Nhất
Năm 2012: Bằng khen của Thủ tướng Chính phủ
Ngoài ra, Viện còn được trao nhiều thưởng khác như Giải VIFOTECH, Bằng Sáng tạo Khoa học và Công nghệ, các giải thưởng cá nhân cho nhiều nhà khoa học trong Viện...